# 超人再起 (原聲帶)
| 評論得分      | 評論得分   |
| 來源          | 評分       |
| ------------- | ---------- |
| AllMusic      | 4/5颗星    |
| Filmtracks    | 5/5颗星    |
| ScoreNotes    | 8.5/10颗星 |
| SoundtrackNet | 4.5/5颗星  |

《超人再起：電影原聲帶》（英語：Superman Returns (Music from the Motion Picture)）是2006年電影《超人再起》的原聲帶，由約翰·奧特曼作曲，並使用有約翰·威廉斯的曲子。
最初導演布萊恩·辛格希望由威廉斯來製作配樂，但因爲威廉斯忙著為《星際大戰三部曲：西斯大帝的復仇》以及史蒂芬·史匹柏的《世界大戰》作曲而遭到拒絕。

## 曲目列表
| 曲序 | 曲目                              | 时长 |
| ---- | --------------------------------- | ---- |
| 1.   | Main Titles                       | 3:49 |
| 2.   | Memories                          | 3:07 |
| 3.   | Rough Flight                      | 5:13 |
| 4.   | Little Secrets / Power of the Sun | 2:49 |
| 5.   | Bank Job                          | 2:21 |
| 6.   | How Could You Leave Us?           | 5:49 |
| 7.   | Tell Me Everything                | 3:13 |
| 8.   | You're Not One of Them            | 2:22 |
| 9.   | Not Like the Train Set            | 5:12 |
| 10.  | So Long Superman                  | 5:31 |
| 11.  | The People You Care For           | 3:27 |
| 12.  | I Wanted You to Know              | 2:56 |
| 13.  | Saving the World                  | 3:12 |
| 14.  | In the Hands of Mortals           | 2:11 |
| 15.  | Reprise / Fly Away                | 4:15 |

## 限量版
2013年12月1日，La-La Land Records發行了一張雙碟限量版專輯，以紀念超人75週年。

## 未收錄曲目
有好几首曲子出現在電影中，但并未收錄在原聲帶內。以下按照出現的先后顺序一一列出：
- 从00时11分25秒到00时12分30秒，当凯蒂·柯瓦斯基告诉雷克斯·路瑟她在监狱认识的朋友让她毛骨悚然以及雷克斯·路瑟讲述（普罗米修斯）的故事时，出现了莱奥·德利布创作的歌剧《拉克美（英语：Lakmé）》里的咏叹调「花之二重唱」。

- 从00时21分26秒到00时21分56秒，当克拉克·肯特五年后第一次重回《星球日报》，从电梯出来直到他接住吉米·欧森快要掉到地上的照相机时，出现了一小段很短的约翰·奧特曼原创的乐曲。

- 从00时47分36秒到00时47分54秒, 当克拉克·肯特跟同搭一部电梯的露薏丝·莲恩打招呼时，出现了由流浪者乐队（英语：The Drifters）演绎的歌曲〈Quando Quando Quando〉（Quando在意大利语里面的意思是“何时”）的英语版。

- 从00时50分50秒到00时52分08秒, 当超人在里查·怀特和露薏丝·莲恩家外面偷听两人的对话时，小孩杰森·怀特弹奏了弗兰克·罗瑟（英语：Frank Loesser）和霍奇·卡迈克尔创作的《全心全意（英语：Heart_and_Soul_(song)）》器乐版。

- 从00时59分40秒到01时00分36秒，当雷克斯·路瑟跟他的打手们准备从大都会自然历史博物馆偷取克利普頓石的时候，出现了一小段很短的约翰·奧图曼原创的乐曲。

- 从01时04分52秒到01时05分41秒，当凯蒂·柯瓦斯基因为痛恨雷克斯·路瑟把她的刹车弄坏而准备给他一巴掌时，出现了安东尼奥·维瓦尔第创作的小提琴协奏曲《四季》中的第一部分《春天》。这部分由布达佩斯弦乐四重奏（英语：Budapest String Quartet）演奏。

- 从01时20分50秒到01时22分14秒，当露薏丝·莲恩调查雷克斯·路瑟从已逝寡妇葛楚德·范德沃斯（Gertrude Vanderworth）处继承的游艇时，出现了比才创作的歌剧《卡门》里面的咏叹调《哈巴涅拉》。这部分由斯洛伐克爱乐交响乐乐团（英语：Slovak Philharmonic Orchestra）演奏。

- 从01时23分00秒到01时24分28秒，当雷克斯·路瑟同意接受露薏丝·莲恩的采访时，出现了莫扎特创作的《C大调第二十一号钢琴协奏曲》，K467中的第二乐章。这部分由匈牙利室内乐团（英语：The Concentus Hungaricus）演奏。

- 从01时30分40秒到01时33分28秒，杰森·怀特和雷克斯·路瑟的手下布鲁特斯表演了弗兰克·罗瑟和霍奇·卡迈克尔创作的《全心全意》钢琴二重奏器乐版。

## 榜單成績
| 排行榜 （2006年）         | 最高 排名 |
| ------------------------- | --------- |
| 美國（告示牌200大專輯榜） | 110       |